# Someday (Gotthard)
Someday è il secondo e ultimo singolo estratto da D-Frosted, il live acustico registrato dalla rock band svizzera Gotthard nel 1997.
I due lati B del singolo sono anch'essi brani provenienti da D-Frosted.

## Tracce
Tutte le canzoni sono state composte da Steve Lee, Leo Leoni, Chris von Rohr e Vic Vergeat.
1. Someday – 3:28
2. Hole in One – 3:08 (Lee, Leoni, von Rohr)
3. Mighty Quinn – 5:11 (Bob Dylan)